# Madawaska-Les-Lacs-Edmundston
Circonscription électorale provinciale du Canada
Madawaska-Les-Lacs-Edmundston (auparavant Madawaska-les-Lacs) est une circonscription électorale provinciale du Nouveau-Brunswick représentée à l'Assemblée législative depuis 1974.

## Géographie
La circonscription comprend :
- une partie de la ville d'Edmundston ;
  - les quartiers de Verret, Saint-Basile et Saint-Jacques,
- les villages de Clair, Lac-Baker, Baker-Brook, Saint-Hilaire ;
- la communauté de Haut-Madawaska ;
- les paroisses de Saint-Jacques et Saint-Joseph-de-Madawaska.

## Liste des députés
| Législature                                           | Années       | Député         | Député              | Parti                     |
| ----------------------------------------------------- | ------------ | -------------- | ------------------- | ------------------------- |
| Madawaska-les-Lacs Circonscription issue de Madawaska |              |                |                     |                           |
| 48e                                                   | 1974-1978    |                | Jean-Pierre Ouellet | Progressiste-conservateur |
| 49e                                                   | 1978-1982    |                | Jean-Pierre Ouellet | Progressiste-conservateur |
| 50e                                                   | 1982-1987    |                | Jean-Pierre Ouellet | Progressiste-conservateur |
| 51e                                                   | 1987-1991    |                | Georges Corriveau   | Libéral                   |
| 52e                                                   | 1991-1995    |                | Georges Corriveau   | Libéral                   |
| 53e                                                   | 1995-1999    |                | Jeannot Volpé       | Progressiste-conservateur |
| 54e                                                   | 1999-2003    |                | Jeannot Volpé       | Progressiste-conservateur |
| 55e                                                   | 2003-2006    |                | Jeannot Volpé       | Progressiste-conservateur |
| 56e                                                   | 2006-2010    |                | Jeannot Volpé       | Progressiste-conservateur |
| 57e                                                   | 2010-2014    | Yvon Bonenfant |                     | Progressiste-conservateur |
| Madawaska-Les-Lacs-Edmundston                         |              |                |                     |                           |
| 58e                                                   | 2014-2018    |                | Francine Landry     | Libéral                   |
| 59e                                                   | 2018-2020    |                | Francine Landry     | Libéral                   |
| 60e                                                   | 2020-2024    |                | Francine Landry     | Libéral                   |
| 61e                                                   | 2024-Présent |                | Francine Landry     | Libéral                   |